# NGC 7530

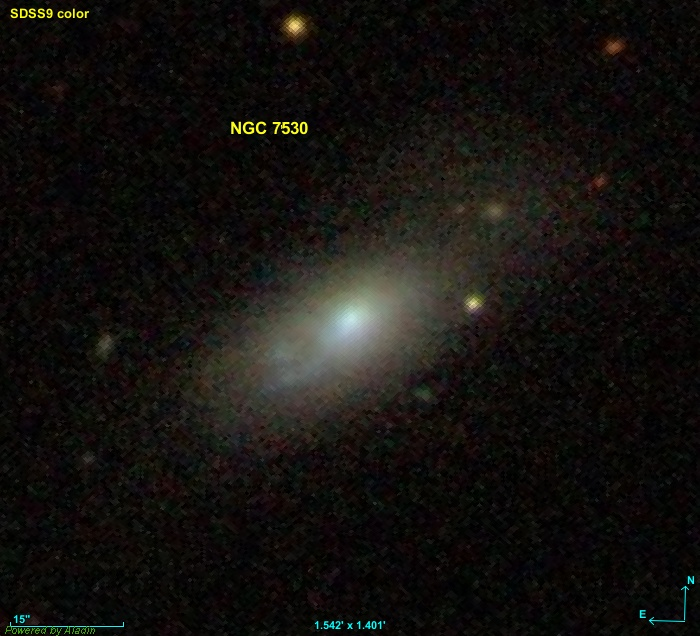
NGC 7530

NGC 7530 (другие обозначения — PGC 70759, MCG -1-59-4, NPM1G -03.0672) — галактика в созвездии Рыбы.
Этот объект входит в число перечисленных в оригинальной редакции «Нового общего каталога».
В галактике вспыхнула сверхновая SN 2008gm типа IIn, её пиковая видимая звездная величина составила 17,0.